# Zalesie (Sierpc)
Pour les articles homonymes, voir Zalesie.
Zalesie (prononciation : [zaˈlɛɕɛ]) est un village polonais de la gmina de Zawidz dans le powiat de Sierpc de la voïvodie de Mazovie dans le centre-est de la Pologne.
Il se situe à environ 5 kilomètres à l'ouest de Zawidz (siège de la gmina), 11 kilomètres au sud-est de Sierpc (siège de le powiat) et à 107 kilomètres au nord-ouest de Varsovie (capitale de la Pologne).

## Histoire
De 1975 à 1998, le village appartenait administrativement à la voïvodie de Płock.
Depuis 1999, il appartient administrativement à la voïvodie de Mazovie